# Trennungsangststörung bei Erwachsenen
Die Trennungsangststörung bei Erwachsenen ist eine psychische Störung, bei der die Trennung von engen Bezugspersonen mit intensiver Furcht beantwortet wird. Sie gehört zu den Angststörungen. Bei Kindern wird eine ähnliche Störung als Trennungsangst bezeichnet.

## Verbreitung
Eine Studie der WHO von 2015 gab für die mittlere Lebensspanne eine Häufigkeit von 4,8 % in 18 untersuchten Ländern an. Die knappe Mehrheit der Betroffenen gab an, dass sich die Störung bereits im Kindesalter entwickelt habe. Das Krankheitsbild wurde früher nur im Kindesalter diagnostiziert, ist jetzt aber im ICD 11 aufgeführt.

## Ursachen
Wie auch bei anderen Angststörungen lässt sich die Entstehung sowohl biologisch wie psychosozial (oder beides kombiniert) erklären. Die Vererblichkeit liegt bei etwa 43 %. Der Einfluss der Eltern spielt eine große Rolle, insbesondere ein überinvolvierter (wenig abgegrenzter) Erziehungsstil. Weibliches Geschlecht gilt als Risikofaktor für die Entwicklung einer Trennungsangststörung. Dies ist bei den meisten Angststörungen ebenfalls der Fall.

## Klinische Erscheinungen
Es tritt ausgeprägte und übermäßige Angst bei Trennung von bestimmten Bezugspersonen auf. Die Angst bezieht sich bei Erwachsenen meist auf einen Liebespartner oder die Kinder. So gibt es Gedanken an Schäden, die der Bezugsperson zustoßen, oder Abneigung, allein zu schlafen, sowie wiederkehrende Albträume. Die Patienten können Angst haben, alleine zuhause zu bleiben. Es treten Sorgen vor einem möglichen Unglück auf, oder Angst, zur Arbeit zu gehen. Die Symptome halten mindestens mehrere Monate an und führen zu deutlichen Einschränkungen in der Lebensführung.
Bei Kindern bezieht sich die Angst meist auf Trennung von den Eltern.
Wie auch bei einer Panikstörung kann bei der Trennungsangststörung panikartige, körperlich erlebte Angst auftreten (z. B. Übelkeit, Bauch- oder Kopfschmerzen). Die Erkrankung kann zu erheblichen Beeinträchtigungen führen.

## Differentialdiagnose (Abgrenzung zu anderen Störungen)
Abgrenzen lässt sich die Trennungsangststörung von anderen Angststörungen durch den Inhalt der Angst. Bei der Panikstörung (mit oder ohne Platzangst) ist die Angst bestimmt durch die Angst vor einer erneuten Attacke ("Angst vor der Angst"), und die Angst um die eigene Gesundheit. Bei der generalisierten Angststörung können sich die Sorgen auf viele andere Alltagsbereiche erstrecken (Sicherheit, Finanzen u. a.). Die Sorgen können generalisiert sein und anhaltend (sie werden nicht mehr vergessen). Die soziale Phobie tritt in sozialen Situationen auf. Bei der Borderline-Persönlichkeitsstörung besteht auch emotionale Instabilität als zentrales Krankheitsmerkmal.
Die Trennungsangststörung dagegen bezieht sich auf Trennung von engen Bezugspersonen und deren Wohlbefinden.

## Untersuchungsmethoden
Die Untersuchungsmethode ist das Gespräch zwischen Arzt und Patient. Es gibt einen Fragebogen in deutscher Sprache.

## Komorbidität (gleichzeitiges Bestehen anderer Störungen)
Angsterkrankungen treten häufig in Kombination auf. Besonders häufige Komorbiditäten sind Agoraphobie und Panikstörung.

## Behandlung
Bei allen Angststörungen liegen ähnliche Erfahrungen bezüglich der Wirksamkeit von Psychotherapie und medikamentöser Therapie vor. Die Leitlinien der AWMF empfehlen sowohl eine kognitive Verhaltenstherapie wie auch eine Behandlung mit Antidepressiva. Die Effektstärken werden als ähnlich angegeben.
Eine Studie mit Vilazodon (in Deutschland nicht verfügbar) gab bei Trennungsangst im Vergleich zu Placebo durch die Einnahme des Wirkstoffes sowohl Besserung der Krankheitssymptome wie der Lebensqualität an. Die Leitline der AWMF erwähnt bei verschiedenen Angststörungen als mögliche Wirkstoffe u. a. Escitalopram, Paroxetin und Sertralin. Diese Wirkstoffe werden dann als Anxiolytika verwendet. Wegen des fehlenden Abhängigkeitsrisikos werden sie den Benzodiazepinen vorgezogen.
In Fällen, in denen eine Psycho- oder Pharmakotherapie nicht ausreichend wirksam war, soll die jeweils andere Therapieform angeboten werden. Auch kann eine Kombination von Psychotherapie und Pharmakotherapie angeboten werden.

## Heilungsaussicht
Es ist davon auszugehen, dass die Empfehlungen für kognitive Verhaltenstherapie und Medikation zu einem vergleichbaren Behandlungserfolg wie bei anderen Angststörungen führen.
Die Entwicklung von mit Trennungsangst verknüpften weiteren Störungen, wie Depression oder Sucht, gilt als ein ungünstiger Faktor in Bezug auf die Heilung. Bei Angststörungen ist der spontane (unbehandelte) Verlauf mit Chronifizierung von ca. 30 % ungünstig.